# Заречье (28645406151, Осташковский район)
Заречье — деревня в Осташковском городском округе Тверской области.

## География
Находится в западной части Тверской области на расстоянии приблизительно 7 км на северо-запад по прямой от города Осташков на западном берегу озера Селигер недалеко от турбазы «Сокол».

## История
Деревня была показана ещё на карте Менде (состояние местности на 1848 год). В 1859 году здесь (деревня Осташковского уезда) было учтено 7 дворов, в 1941 — 12. До 2017 года входила в Ботовское сельское поселение Осташковского района до их упразднения.

## Население
Численность населения: 42 человека (1859 год), 32 (русские 91 %) в 2002 году, 25 в 2010.